# Rally Acapulco
El Rally Acapulco es la competición de rally más antigua de México. Se efectuó por primera vez en 1955, bajo la organización del "Club Automovilístico Radiovolante". Su popularidad lo ha llevado a ser parte fija del calendario anual del Campeonato Mexicano de Rally.
La competición es organizada por el Rally Automóvil Club, A.C. e inicia en la Ciudad de México, recorre parte de los municipios de Taxco y Chilpancingo, en el estado de Guerrero, y termina en la ciudad de Acapulco, en el mismo estado.

## Ganadores
Fuente: CNRM
| Año  | Piloto                 | Navegante              | Automóvil                  |
| ---- | ---------------------- | ---------------------- | -------------------------- |
| 1955 | Carlos Braniff         |                        | Chevrolet Bel-Air          |
| 1956 | H.A. Rebaque           | José de Garay          | Alfa Romeo T-I             |
| 1957 | Fdo. De Leo Murphy     | Guillermo Ancira       | Oldsmobile                 |
| 1958 | Sergio Seade           | Luis Nadal             | Peugeot 403                |
| 1959 | Jaime Valverde         | Octavio Maass          | Fiat 1100                  |
| 1960 | Alberto Rojas          | Alberto Rojas Jr.      | Corvette                   |
| 1961 | Jaime Valverde         | Faistino Valverde      | Fíat 1500                  |
| 1962 | Max Duarte             | André Signoret         | Renault R-8G               |
| 1963 | Alberto Rojas Jr.      | Carlos Sales           | Alfa Romeo TI              |
| 1964 | Gabriel Marín          | Javier Marín T         | Ford Falcon                |
| 1965 | Patt Honey             | Paul Martell           | Renault R-8 G              |
| 1966 | Gabriel Marín          | Javier Marín T         | Ford Falcon                |
| 1967 | Carlos Pruneda         | Juan Antonio Ibarra    | Ford Mustang               |
| 1968 | Oscar F. Bush          | José L. Rodríguez      | Ford Mustang               |
| 1969 | Fco. Martínez Gallardo | Gonzalo Herrera        | Dodge GTS                  |
| 1970 | Carlos Fabre           | Alberto de la Peña     | Ford Mustang               |
| 1971 | Jesús Fernández        | Gonzalo Herrera        | Alfa Romeo 1600            |
| 1972 | Ricardo Alonso         | Enrique Lamas          | Renault R-8 G              |
| 1973 | José Sirvent           | J. Friedrichsen        | Renault R-12 G             |
| 1974 | José Sirvent           | J. Friedrichsen        | Renault R-12 G             |
| 1975 | Marco A. Basurto       | Javier Marín T         | Renault R-12 G             |
| 1976 | Fred Van Beuren        | J. Friedrichsen        | VW Sedán                   |
| 1977 | Guillermo Salas        | Ignacio Checa          | Rambler GT                 |
| 1978 | Emilio de la Parra     | Jorge de Silva         | Lancia Beta-M              |
| 1979 | Carlos Salas           | Fco. Martínez Gallardo | Ford Fairmont              |
| 1980 | Fred Van Beuren        | Francisco Name S       | Ford Mustang               |
| 1981 | Jorge de Silva         | Fco. Martínez Gallardo | Renault R-18               |
| 1982 | Freddy Van Beuren      | Patricio Jourdain      | Ford Pick Up               |
| 1983 | Emilio de la Parra     | Fco. Martínez Gallardo | Ford Mustang               |
| 1984 | Guillermo Salas        | Jorge de Silva         | Ford Topaz                 |
| 1985 | Fred Van Beuren        | Patricio Jourdain      | VW Caribe GT               |
| 1986 | Carlos Ortiz           | José Miguel Gallo      | Nissan Tsuru               |
| 1987 | Sergio González        | Luis Vázquez           | Ford Topaz                 |
| 1988 | Emilio de la Parra     | Javier Marín T.        | Ford Thunderbird           |
| 1989 | Carlos Salas           | Alberto Cruz           | Nissan Hikari              |
| 1990 | Jorge Campos           | Mauricio Jiménez       | Eagle Talón                |
| 1991 | Agustín Zamora         | Gabriel Marín          | Nissan Hikari              |
| 1992 | Giuseppe Spataro       | Jean Noël Valdelievre  | Mitsubishi Eclipse         |
| 1993 | Agustín Zamora         | Gabriel Marín          | Nissan 300                 |
| 1994 | Carlos Anaya           | Eduardo Rodríguez      | Studebaker GH              |
| 1995 | Gabriel Marín          | Agustín Acevedo        | Mitsubishi Eclipse         |
| 1996 | Carlos Anaya           | Eduardo Rodríguez      | Studebaker GH              |
| 1997 | Joel Sánchez           | José Tenreiro          | Nissan GSR 2000            |
| 1998 | Gabriel Marín          | Jorge Goeters          | Mitsubishi Lancer Evo V    |
| 1999 | Rafaelle Cardone       | Lorenzo Pérez          | Audi A4                    |
| 2000 | Carlos Anaya           | Alberto Cruz           | Studebaker GH              |
| 2001 | Ricardo Triviño        | Jorge Bernal           | Mitsubishi Lancer Evo VI   |
| 2002 | Sin ganador            | Sin ganador            | Sin ganador                |
| 2003 | Andrés Montalto        | Max Rohmoser           | Subaru Impresa             |
| 2004 | Erwin Richter          | Rafael Telleache       | Mitsubishi Lancer Evo VI   |
| 2005 | Carlos Anaya           | Mauricio Pimentel      | Studebacker GH             |
| 2006 | Benito Guerra Jr       | Marcelo Brizio         | Mitsubishi Lancer Evo VI   |
| 2007 | Benito Guerra Jr       | Sergio González        | Mitsubishi Lancer Evo IX   |
| 2008 | Ricardo Triviño        | Marco Hernández        | Mitsubishi Lancer Evo VIII |
| 2009 | Ricardo Triviño        | Marco Hernández        | Mitsubishi Lancer Evo IX   |
| 2010 | Benito Guerra Jr.      | Daniel Cué             | Mitsubishi Lancer Evo X    |
| 2011 | Ricardo Triviño        | Marco Hernández        | Mitsubishi Lancer Evo IX   |
| 2012 | Carlos Anaya           | Mauricio Pimentel      | LT                         |
| 2013 |                        |                        |                            |

## Estadísticas
Carlos Anaya fue el primer corredor en ganar 5 veces el Rally Acapulco, con ello se convirtió también en el primer ganador de la Copa Challenge que el Club RAC tenía distinado para el primer ganador de cinco ediciones de la carrera.